# Armeegruppe Fretter-Pico
De Armeegruppe Fretter-Pico was een Duitse Armeegruppe in de Tweede Wereldoorlog, genoemd naar haar bevelhebber, General der Artillerie Maximilian Fretter-Pico. De Armeegruppe voerde het bevel over het 6e Duitse Leger en het 2e Hongaarse Leger en later 3e Hongaarse Leger en vocht in actie in Hongarije in 1944.

## Krijgsgeschiedenis
De Armeegruppe Fretter-Pico bestond driemaal:
- Van 17 september tot 2 oktober 1944, 6e Duitse Leger samen met het 2e Hongaarse Leger, hier kwam de Armeegruppe in actie in de Zevenburgse Alpen om te proberen de Sovjet-opmars af te remmen.
- Van 7 oktober tot 12 november 1944, 6e Duitse Leger samen met het 3e Hongaarse Leger, kwam in actie in de Slag om Debrecen en vervolgens terugtrekkend door Hongarije richting Boedapest.
- Van 1 tot 23 december 1944, 6e Duitse Leger samen met het 3e Hongaarse Leger, in deze periode werd de Armeegruppe teruggedrukt naar het westen voorbij Boedapest en weg van de Donau.

Op 23 december 1944 werd de Armeegruppe Fretter-Pico omgedoopt in Armeegruppe Balck doordat General Maximilian Fretter-Pico vervangen was door General Hermann Balck.

## Commandant
| Rang                   | Naam                    | Begin             | Eind             |
| ---------------------- | ----------------------- | ----------------- | ---------------- |
| General der Artillerie | Maximilian Fretter-Pico | 17 september 1944 | 23 december 1944 |